# Eidgenössische Bank

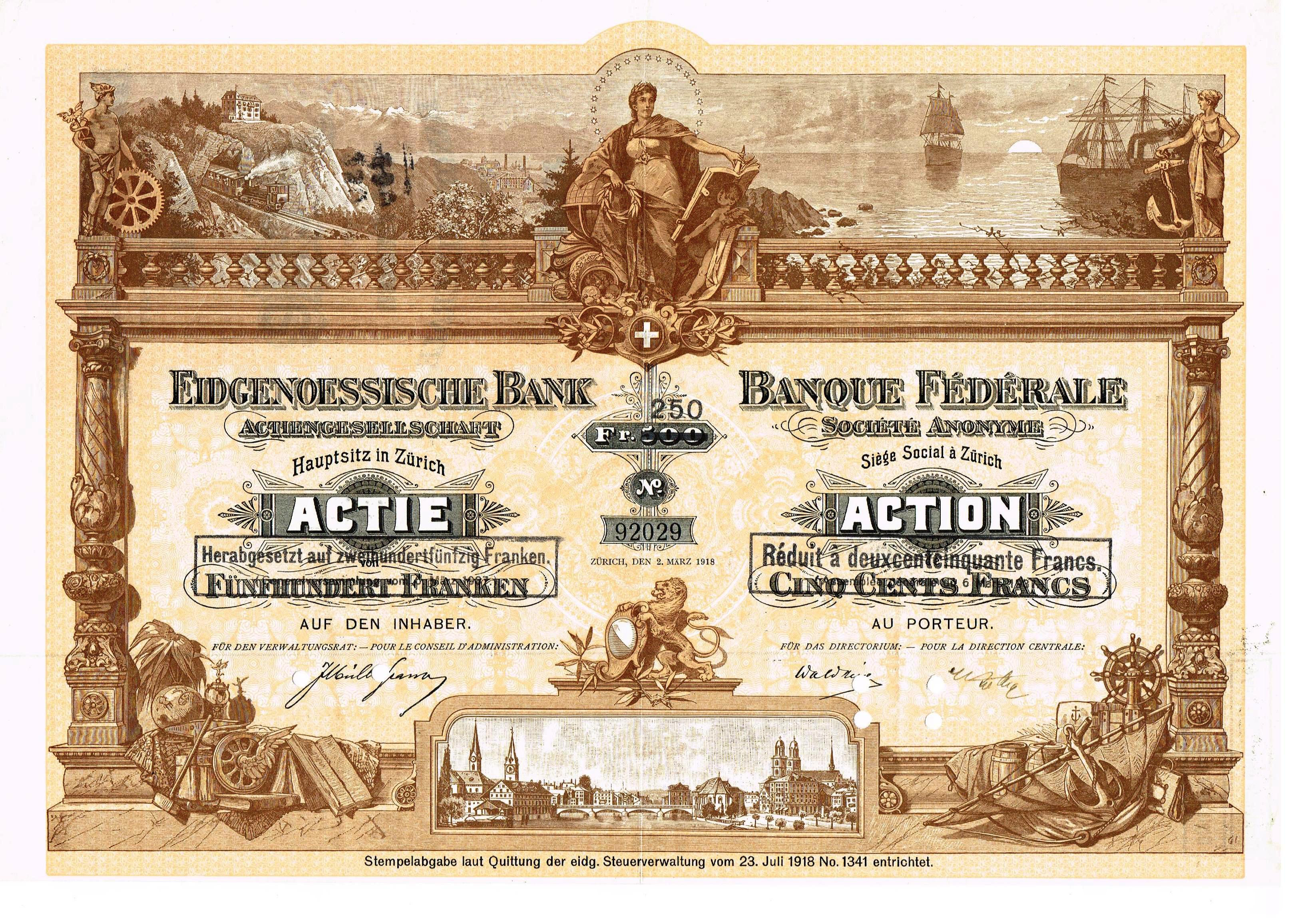
Aktie über 500 Franken der Eidgenössischen Bank AG vom 2. März 1918

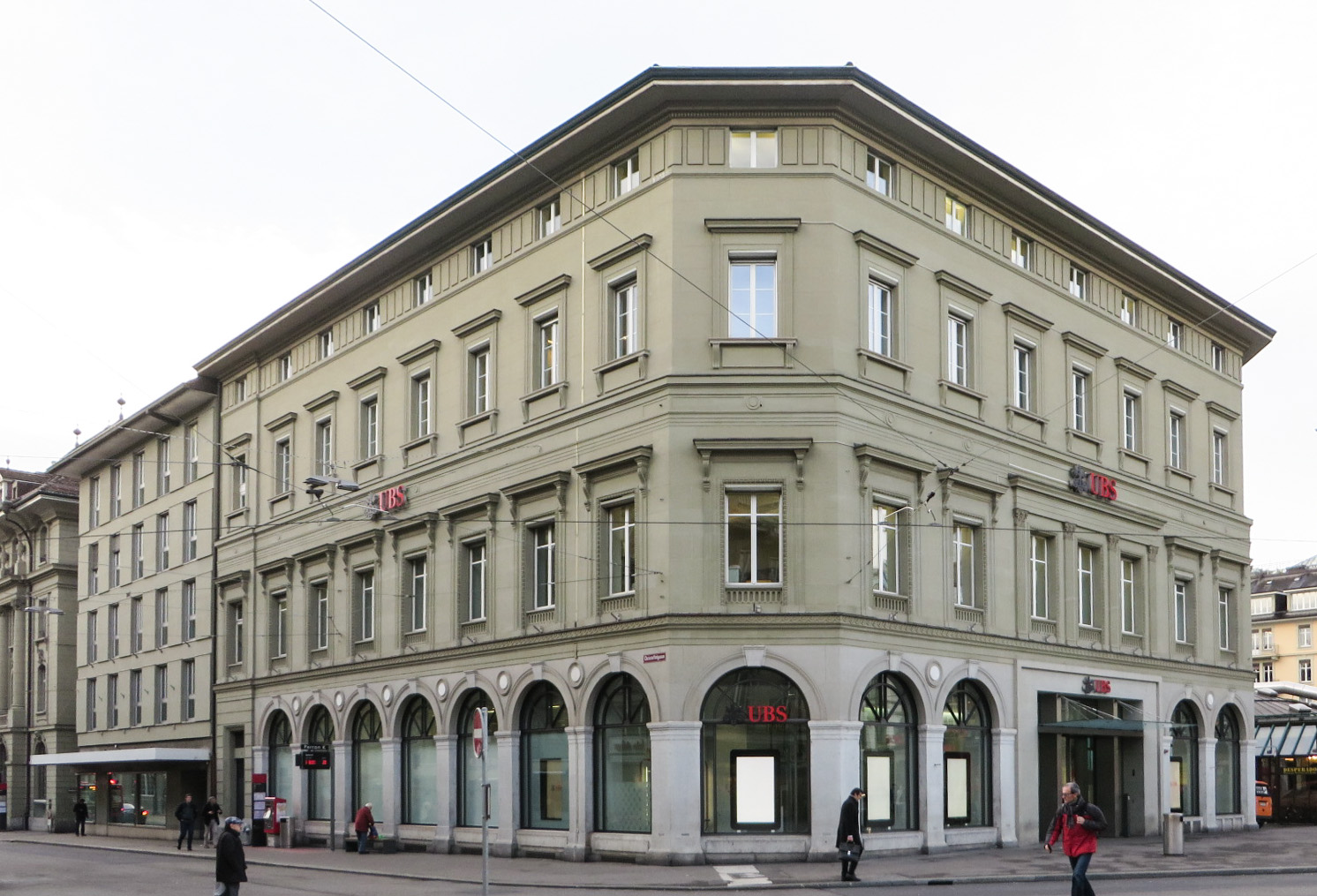
Ehemaliger Hauptsitz der Eidgenössischen Bank, später UBS AG, in Bern, Aufnahme 2015

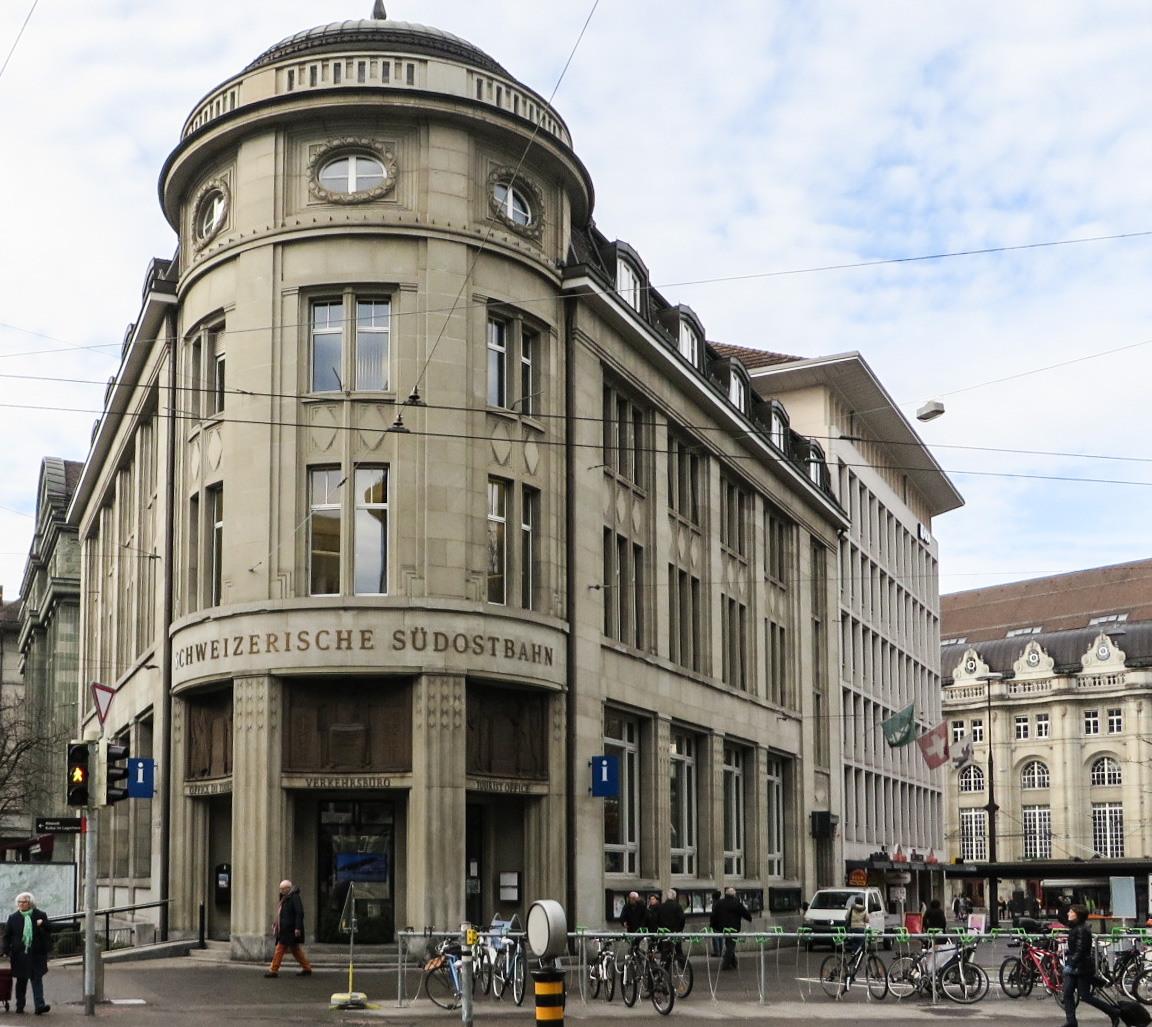
Ehemaliges Bankgebäude der Eidgenössischen Bank in St. Gallen, Aufnahme 2015

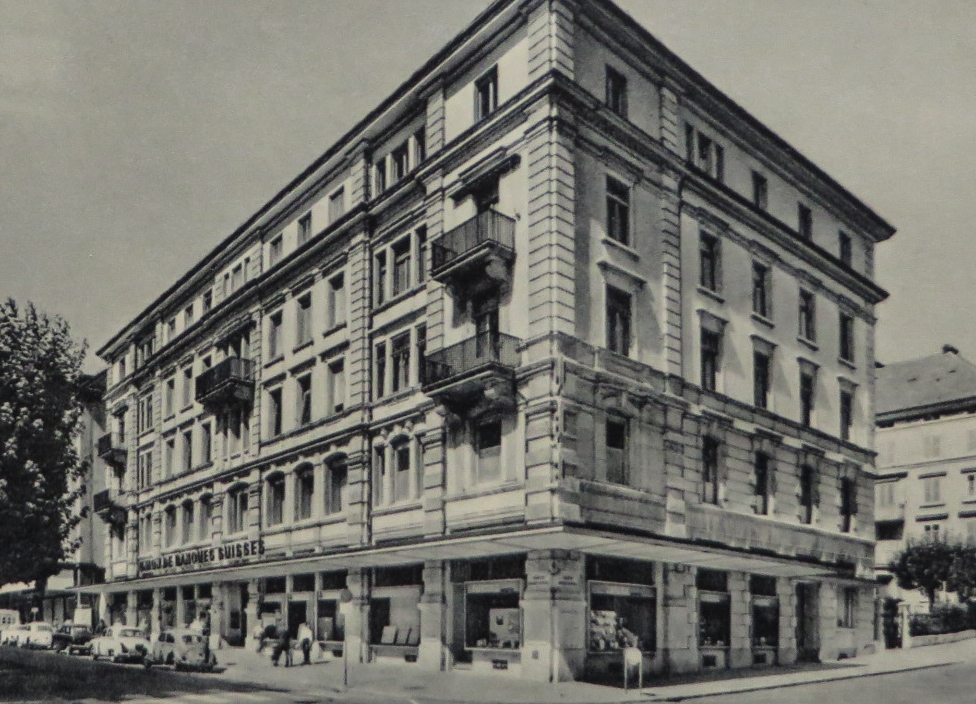
Ehemaliges Bankgebäude der Eidgenössischen Bank, später Bankgesellschaft (SBG), in Neuchâtel 1962

Die Eidgenössische Bank (EIBA) war eine der bedeutendsten Schweizer Geschäftsbanken vor ihrer Übernahme durch die Schweizerische Bankgesellschaft (SBG) im Jahre 1945.

## Geschichte
Die EIBA wurde 1863 als Handels-, Effekten- und Notenbank in Bern gegründet. Eine führende Rolle spielte dabei Jakob Stämpfli, welcher im Gründungsjahr als Bundesrat zurücktrat und ab 1864 erster Präsident der EIBA war. An der neuen Bank waren die zwei Pariser Banken Société Générale de Crédit industriel et commercial und Societé Anonyme des dépôts et de comptes courants beteiligt. Sie garantierten auch die erste Aktienemission von 60'000 Aktien 1863/1864. Die EIBA besass das Notenemissionsrecht. Sie gehörte damit zu mehreren Zeddelbanken, welche damals die Schweiz mit Banknoten versorgten. Die bereits 1837 gegründete Bank in St. Gallen besass schon vor der EIBA das Notenemissionsrecht. Es kam zu einer Konkurrenzsituation in der Region St. Gallen, worauf zeitweise die Bank in St. Gallen Banknoten der EIBA nicht entgegennahm. In dieser Funktion waren beide Vorläuferinnen der 1905 gegründeten Schweizerischen Nationalbank, die schweizweit ab 1907 die Banknotenemission übernahm.
Zügig wurden in der ganzen Schweiz Zweigniederlassungen (sog. Comptoirs) eröffnet, um die Rolle als eine der Notenbanken wahrnehmen zu können.
In mehreren Schweizer Städten erstellten namhafte Architekten repräsentative Gebäude für die EIBA:
- Bern am Bubenbergplatz: 1863–1865 durch Leopold Blotnitzki, (heute UBS AG) und 1900 der Umbau des Gesellschaftshauses Museum (ursprünglich von Johann Caspar Wolff, 1866–1869) durch Adolph Brunner
- La Chaux-de-Fonds an der Avenue Léopold-Robert: 1900 durch Adolph Brunner (abgerissen)[7]
- Zürich an der unteren Bahnhofstrasse die Nr. 17: 1894–1907 durch Adolph Brunner
- St. Gallen am Bahnhofplatz: 1908 durch Pfleghard und Haefeli (heute Südostbahn)
- Lausanne an der Place St. François: 1911 durch Monod & Laverrière.

Weitere Niederlassungen bestanden in Genf (ab 1866), Basel (ab 1873) und Vevey (ab 1903). Damit war die EIBA in der Westschweiz besonders gut präsent. Viele Westschweizer betrachteten die Banque Fédérale (EIBA auf Französisch) als ihre Grossbank.
Der Hauptsitz der EIBA wurde 1892 von Bern nach Zürich verlegt.
Als Bankpräsidenten (P) oder Verwaltungsräte (VR) wirkten u. a.:
- Jakob Stämpfli, P 1864–1877
- Simon Kaiser, P 1878–1883
- Alphonse Bory, VR 1883–1887
- H. Fehr, P 1883–1890
- Albert Locher, P 1890–1892
- Casimir von Arx, P 1892–1894
- Caspar Widmer, P 1894–1906
- Max Iklé, P 1968–1972.

## Betrugsfall Emil Schärr
Am 1. Oktober 1869 flogen bei der Eidgenössischen Bank umfangreiche Unterschlagungen von Geldern aus den Barbeständen der Zürcher Filiale auf. Der junge Kassierer und Buchhalter Emil Schärr hatte eingehende Beträge absichtlich falsch verbucht, um damit private Börsengeschäfte zu tätigen. Da er als einziger Mitarbeiter der Filiale das neuartige und anspruchsvolle Buchungssystem wirklich verstand, genoss er das unbegrenzte Vertrauen seines Vorgesetzten Karl Stadler. Sein Wissen hatte sich Schärr in seiner vorherigen Anstellung bei einer Bank in Paris erworben. Er hatte gehofft, sich auf diese Weise das Geld bloss «borgen» zu können, weil er, wie er später erklärte, beabsichtigt hatte, mit den erzielten Gewinnen fünf Einwohner seiner Herkunftsgemeinde Mümliswil auszuzahlen, die für ihn bei der Bank eine Kaution von 20.000 Franken geleistet hatten, die er mit 19 Jahren nicht hatte selbst aufbringen können. Nach Verlusten des Kassierers an der Börse kam es zu immer neuen Geldentnahmen, bis sich der Schaden für die Bank auf über 3.248.658 Franken belief. Zahlreichen Warnungen aus Geschäftskreisen hatte der Filialleiter Karl Stadler ab Ende August 1869 keine Beachtung geschenkt. Am 30. September stellte er Schärr zur Rede, glaubte aber vorläufig, was dieser zu seiner Entlastung vorbrachte. Schärr nutzte die folgenden Tage für weitere Geldentnahmen und ergriff danach die Flucht. Am 9. November 1869 wurde er an der österreichisch-italienischen Grenze verhaftet und am 2. Februar 1870 in Zürich zu 11 Jahren Zuchthaus verurteilt.

## Entwicklung im 20. Jahrhundert
Die EIBA hatte bereits in den 1920er-Jahren viele Kundenbeziehungen in Deutschland und Osteuropa. Es entstand daraus ein eigentliches Klumpenrisiko. Zu Beginn der Herrschaft der Nationalsozialisten (NS) betrugen die Verbindlichkeiten der EIBA in Deutschland hohe 33 % der Bilanzsumme. Da Devisenbewirtschaftungsgesetze und Stillhalteabkommen viele dieser Investitionen blockierten, musste bereits 1935 die EIBA zur Sicherstellung ihrer Liquidität einen Lombardkredit bei der Darlehenskasse der Eidgenossenschaft aufnehmen. Es folgten Aktienrückkäufe und Abschreibungen auf dem Aktienkapital. Als schliesslich Deutschland den Zweiten Weltkrieg verlor, wäre eine weitere Reduktion des Kapitals der EIBA notwendig geworden. Stattdessen beschloss die EIBA 1945, ihre Selbständigkeit aufzugeben und von der 1912 gegründeten Konkurrentin SBG übernommen zu werden. Die SBG übernahm Aktiven im Umfang von 350 Millionen Schweizer Franken. Ein Viertel der Angestellten der EIBA verliessen freiwillig die Bank. Die meisten der Bankgebäude der EIBA wurden verkauft, ausser derjenigen in Bern und Neuchâtel. Unter dem Firmenmantel der EIBA versuchte die SBG, die ausstehenden Forderungen in Deutschland zumindest teilweise einzufordern. Ab 1956 verwendete die SBG und später die UBS AG den neuen Namen Eidgenössische Bank Beteiligungs- und Finanzgesellschaft als Tochtergesellschaft für langfristige Anlagen wie Immobilien.